# Râul Spree
Spree (limba sorbă Sprowja/Sprewja) este un râu din Saxonia, Brandenburg și Berlin, Germania. Este un afluent al râului Havel, având aproximativ 400 km lungime.
Izvorul este în Dealurile Lusațiene la granița cehă. Către nord, râul intră în Spreewald, o zonă mlăștinoasă întinsă, locul unde s-a așezat tribul sorabilor. În cursul inferior râul curge prin centrul orașului Berlin și apoi se varsă în Havel în partea vestică a Berlinului.
Printre orașele de pe cursul râului se numără: Bautzen, Spremberg, Cottbus, Lübbenau, Lübben, Fürstenwalde și Berlin.